# جبل لوعس
لوعس جبل من سلسة جبال السروات، يقع بالقرب من مدينة الباحة في منطقة الباحة بالمملكة العربية السعودية، ويبلغ ارتفاعه 2,558 م (8,392 قدم).